# Берген (Саксонія)
Берген (нім. Bergen) — громада в Німеччині, розташована в землі Саксонія. Входить до складу району Фогтланд.
Площа — 8,30 км2. Населення становить 962 ос. (станом на 31 грудня 2020).